# Пшизов
Пшизов (адыг. Пщыжъхьабл) — аул в Шовгеновском муниципальном районе Республики Адыгея. Входит в состав муниципального образования «Хатажукайское сельское поселение».

## География
Аул расположен в красивом и удобном месте, его окаймляют леса и камышовые заросли, а с северной стороны протекает река Лаба.
Центр сельского поселения аул Пшичо расположен в 6 км. к юго-востоку.

## История
Аул Пшизов основан в 1871 году.
До того, как оказаться на сегодняшнем месте, Пшизов переселялся четырежды. Основное население аула: потомки темиргоевцев.
В основе названия родовое наименование Пшизов.

## Население
| 2002 | 2010 | 2013 | 2014 | 2015 | 2016 | 2017 |
| ---- | ---- | ---- | ---- | ---- | ---- | ---- |
| 912  | ↗957 | ↘912 | ↘896 | ↘889 | ↘874 | ↘853 |
| 2018 | 2019 | 2020 | 2021 | 2023 | 2024 |      |
| ↘845 | ↗851 | ↘840 | ↗843 | ↗871 | ↗872 |      |

По данным Всероссийской переписи 2021 года:
| Народ               | Численность, чел. | Доля от всего населения, % |
| ------------------- | ----------------- | -------------------------- |
| адыги (черкесы)     | 786               | 93,24 %                    |
| татары              | 21                | 2,49 %                     |
| русские             | 14                | 1,66 %                     |
| другие / не указано | 22                | 2,61 %                     |
| всего               | 843               | 100,0 %                    |